# Aphanostephus skirrhobasis
Aphanostephus skirrhobasis là một loài thực vật có hoa trong họ Cúc. Loài này được (DC.) Trel. mô tả khoa học đầu tiên.